# Ameritech Cup 1991
L'Ameritech Cup 1991 è stato un torneo femminile di tennis giocato sul sintetico indoor. È stata la 20ª edizione del torneo, che fa parte della categoria Tier II nell'ambito del WTA Tour 1991. Si è giocato nell'UIC Pavilion di Chicago negli USA, dall'11 al 17 febbraio 1991.

## Campionesse

### Singolare
Martina Navrátilová ha battuto in finale  Zina Garrison-Jackson con il punteggio di 6–1, 6–2

### Doppio
Gigi Fernández /  Jana Novotná hanno battuto in finale  Martina Navrátilová /  Pam Shriver con il punteggio di 6–2, 6–4